# Csókakői kemencés ház
A Kemencés Ház mezőgazdasági és helytörténeti múzeum, ami Csókakő központjában volt található. A magyar paraszti kultúrát, a paraszti mezőgazdaságot és a borászati eszközök helyi és vidéki történetét is bemutatta. Az intézmény 2014-ben bezárt.
A múzeum bemutatja a magyar vidék tájegységeinek kemencetípusait – mint például a szabadban épített kemencéket, melyek inkább sütőkemenceként funkcionáltak –, és az ehhez tartozó eszközök, edények, amellyel régen a kenyeret sütötték (például a kenyérlángost). Emellett megismerhette a látogató a régi falusi élet eszközeit, a faluban élő mesteremberek foglalkozását, művészetét (pl. a kihalófélben lévő kovácsmesterséget) valamint hagyományőrző programjait (pl. Csókakői Napok, Márton-napi mulatságok, karácsonyköszöntő stb.) Kerthelyisége pagoda stílusú, hagyományos módon faszögekkel építették fel. A kerthelyiségben kisállat-simogató volt található, ahol a faluban nevelt állatokat (liba, kecske) lehet megtekinteni és megsimogatni.
A Kemencés ház éttermében házi receptek és a faluban megtermelt alapanyagokból készítettek el az ételeket. A faluban megtermelt, és házi receptek alapján elkészített házi savanyúságokat, tésztákat, fűszereket, alapanyagokat is feldolgozzák és értékesítettek.

## Külső hivatkozások
- Linkgyűjtemény – Csókakő
- Csokakői kemencés ház